# باولا ميدينا
باولا ميدينا (بالإسبانية: Paula Medina)‏ هي لاعبة تنس الطاولة كولومبية، ولدت في 12 أبريل 1989 في Tuluá ‏ في كولومبيا.

## وصلات خارجية
- باولا ميدينا على موقع أوليمبيديا (الإنجليزية)